# Эльсгольция
Эльсгольция, или Эльшольция (лат. Elsholtzia) — род однолетних травянистых растений семейства Яснотковые (Lamiaceae).
Произрастает в умеренных районах Евразии и Северной Америки.
Род назван в честь Иоганна Сигизмунда Эльсгольца (нем. Johann Sigismund Elsholtz, 1623—1688), прусского медика, ботаника и алхимика.

## Ботаническое описание
Цветки в густых мутовках в пазухах округлых или широкояйцевидных, зелёных, заострённых, реснитчатых прицветников, которые короче или длиннее цветков. Соцветия войлочно-опушенные, цилиндрические, колосовидные, плотные, односторонние. Чашечка яйцевидная или колокольчатая, пятизубчатая, с узколанцетными или почти шиловидными зубцами, плёнчатая, железистая, густо опушенная или мохнатая. Венчик коротко опушенный, лиловый или красно-фиолетовый, трубчато-колокольчатый, в три раза длиннее чашечки, неясно двугубый, по краю реснитчатый. Тычинок 4, равных по длине венчику.
Эремы гладкие или бугорчато-шероховатые.

## Классификация

### Таксономия
Род Эльсгольция входит в подсемейство Котовниковые (Nepetoideae) семейства Яснотковые (Lamiaceae) порядка Ясноткоцветные (Lamiales).
|  |                                      |  |                                                             |                                                             |                      |  | ещё 21 семейство (согласно Системе APG II) | ещё 21 семейство (согласно Системе APG II) |                           |  |                |  | ещё 110—130 родов | ещё 110—130 родов |  |
|  |                                      |  |                                                             |                                                             |                      |  | ещё 21 семейство (согласно Системе APG II) | ещё 21 семейство (согласно Системе APG II) |                           |  |                |  | ещё 110—130 родов | ещё 110—130 родов |  |
|  |                                      |  |                                                             | порядок Ясноткоцветные                                      |                      |  |                                            |                                            | подсемейство Котовниковые |  |                |  |                   |                   |  |
|  |                                      |  |                                                             | порядок Ясноткоцветные                                      |                      |  |                                            |                                            | подсемейство Котовниковые |  | около 40 видов |  |                   |                   |  |
|  | отдел Цветковые, или Покрытосеменные |  |                                                             |                                                             | семейство Яснотковые |  |                                            |                                            | род Эльсгольция           |  |                |  |                   |                   |  |
|  | отдел Цветковые, или Покрытосеменные |  |                                                             |                                                             |                      |  |                                            |                                            |                           |  |                |  |                   |                   |  |
|  |                                      |  | ещё 44 порядка цветковых растений (согласно Системе APG II) | ещё 44 порядка цветковых растений (согласно Системе APG II) |                      |  |                                            | ещё 8 подсемейств                          | ещё 8 подсемейств         |  |                |  |                   |                   |  |
|  |                                      |  |                                                             | ещё 44 порядка цветковых растений (согласно Системе APG II) |                      |  |                                            |                                            | ещё 8 подсемейств         |  |                |  |                   |                   |  |

### Представители
Род насчитывает около 40 видов, некоторые из них:
- Elsholtzia ciliata (Thunb.) Hyl. — Эльсгольция реснитчатая, или Эльшольция реснитчатая
- Elsholtzia densa Benth. — Эльсгольция густоцветковая
- Elsholtzia flava (Benth.) Benth.
- Elsholtzia fruticosa (D.Don) Rehder
- Elsholtzia haichowensis Y.Z.Sun
- Elsholtzia pseudocristata H.Lev. — Эльсгольция ложногребенчатая
- Elsholtzia serotina Kom.
- Elsholtzia splendens Nakai ex F.Maek.
- Elsholtzia stauntonii Benth.